# Romersk dodekaeder

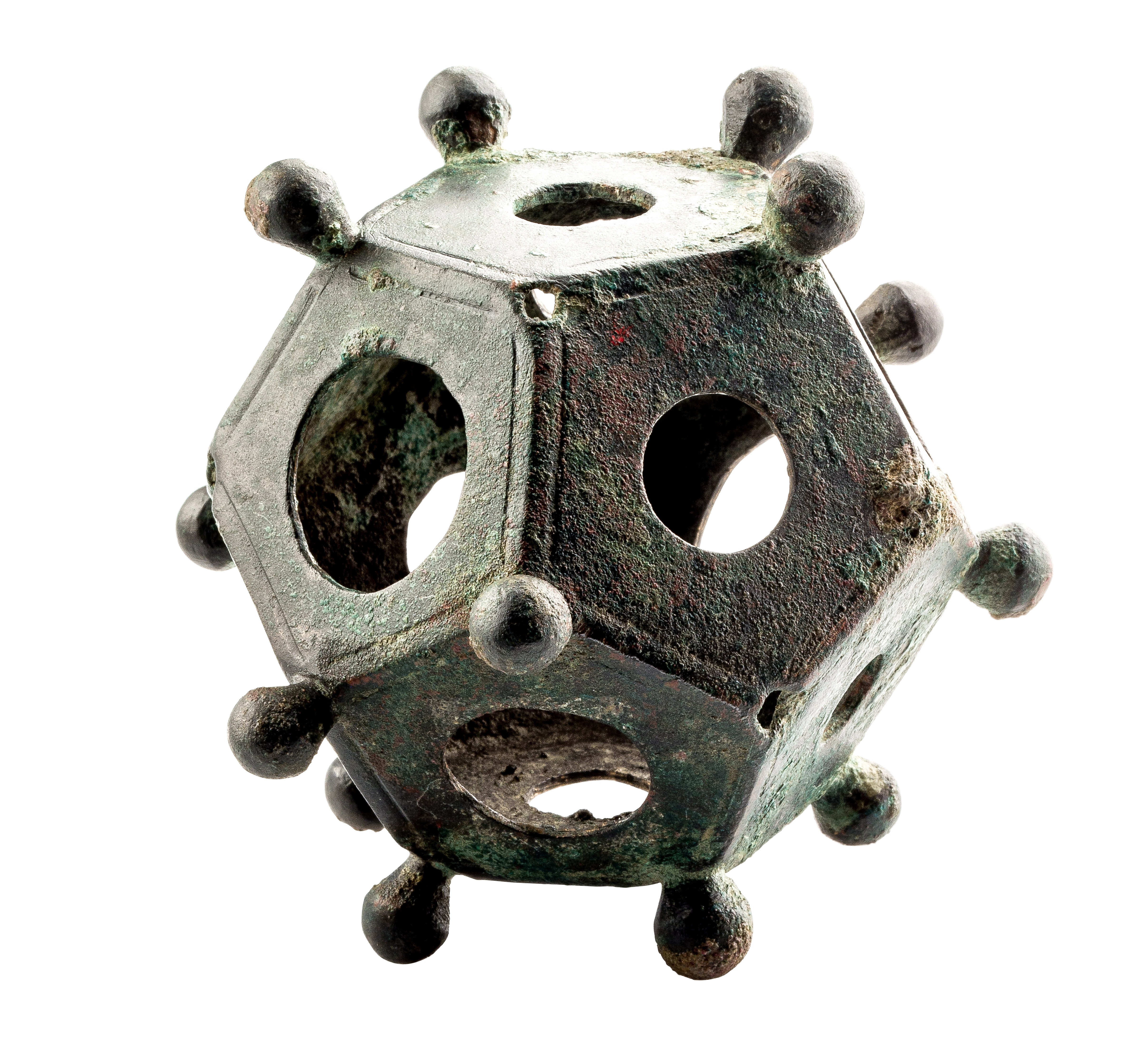
Romersk dodekaeder hittad i Tongeren (Belgien), Gallo-Romeins Museum (Tongeren)

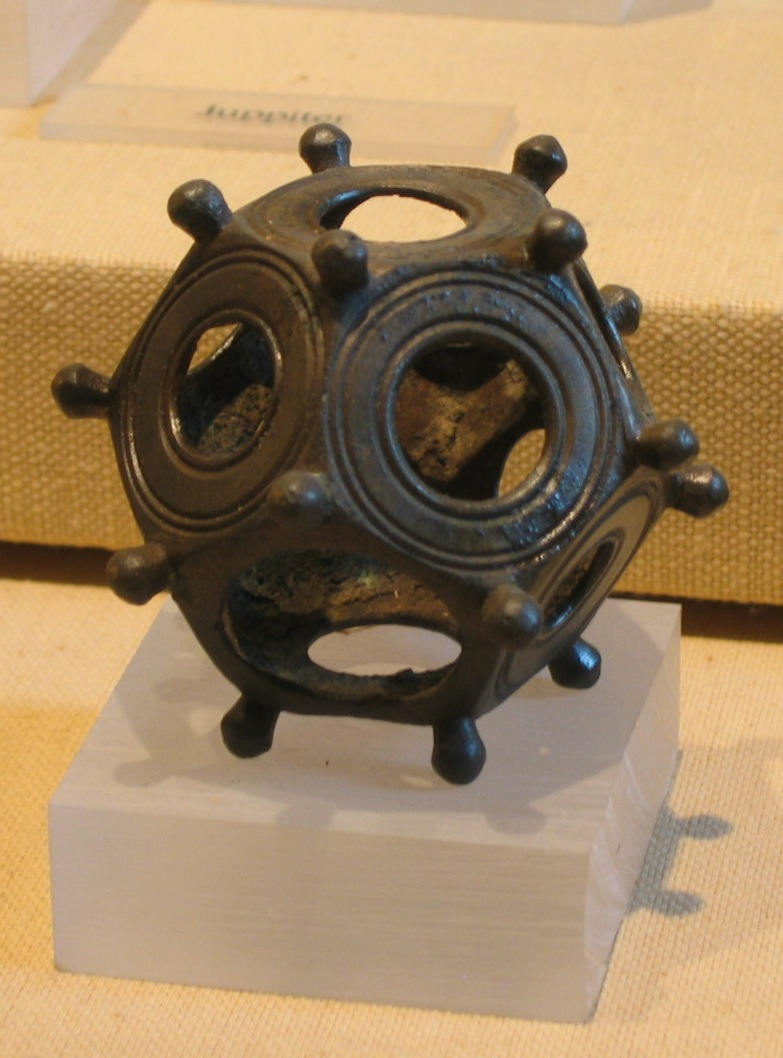
Romersk dodekaeder hittad i Tyskland som kan ses i Saalburgs slott nära Bad Homburg.

En romersk dodekaeder är ett litet ihåligt föremål av brons eller sten, med en dodekaederform. Tolv femkantiga sidor, vart och ett av dessa sidor har ett cirkulärt hål av varierande diameter som leder till ett ihåligt centrum. Romerska dodekaedrar dateras till 100- eller 200-talet e.Kr. Det är okänt vad de har använts till och man har inte hittat någon samtida källa eller bild som omnämner dessa föremål. 
Över hundra av dessa dodekaedrar har hittats, främst i Tyskland och Frankrike men även i Wales, Ungern, Spanien och östra Italien. 
De varierar i storlek mellan 4 och 11 centimeter och har även varierande texturer. De flesta är tillverkade av brons, men vissa är gjorda av sten. Även en romersk ikosaeder har hittats efter att länge felaktigt ha varit kategoriserad som en dodekaeder.
Det finns ett flertal olika spekulationer om dess användningsområden, däribland ljusstakar (vax har hittats i två exemplar), tärningar, mätinstrument för uppskattning av avstånd till (eller storlekar av) avlägsna föremål, anordningar för bestämning av det optimala datumet för sådd av vinterkorn, mätare för kalibrering av vattenrör eller ställ för militära standar. Användning som ett mätinstrument av något slag verkar osannolikt eftersom dodekaedrarna inte standardiserades och finns i många storlekar och arrangemang av öppningar. Det har också föreslagits att de kan ha varit religiösa artefakter eller till och med användes för att spå. Denna senare spekulation baseras på det faktum att de flesta exemplen har hittats på gallo-romerska platser. Flera dodekaedrar har hittats i myntgömmor, vilket visar att dess ägare ansåg dem vara värdefulla föremål.  Mindre dodekaedrar med samma egenskaper (hål och knoppar) och gjorda av guld har hittats i Sydostasien. De har använts för dekorativa ändamål och de tidigaste föremålen verkar vara från den romerska epoken.